# 巴氏丝杆菌属
巴氏丝杆菌属为巴氏丝杆菌科的一个属。此属的模式种为高山巴氏丝菌(Balneatrix alpica)。

## 下属物种
- 高山巴氏丝菌 Balneatrix alpica Dauga et al. 1993